# Kunice (okres Blansko)
Obec Kunice se nachází v okrese Blansko v Jihomoravském kraji. Žije zde 193 obyvatel.

## Historie
První písemná zmínka o obci pochází z roku 1349.

## Pamětihodnosti
- Zvonice

## Galerie

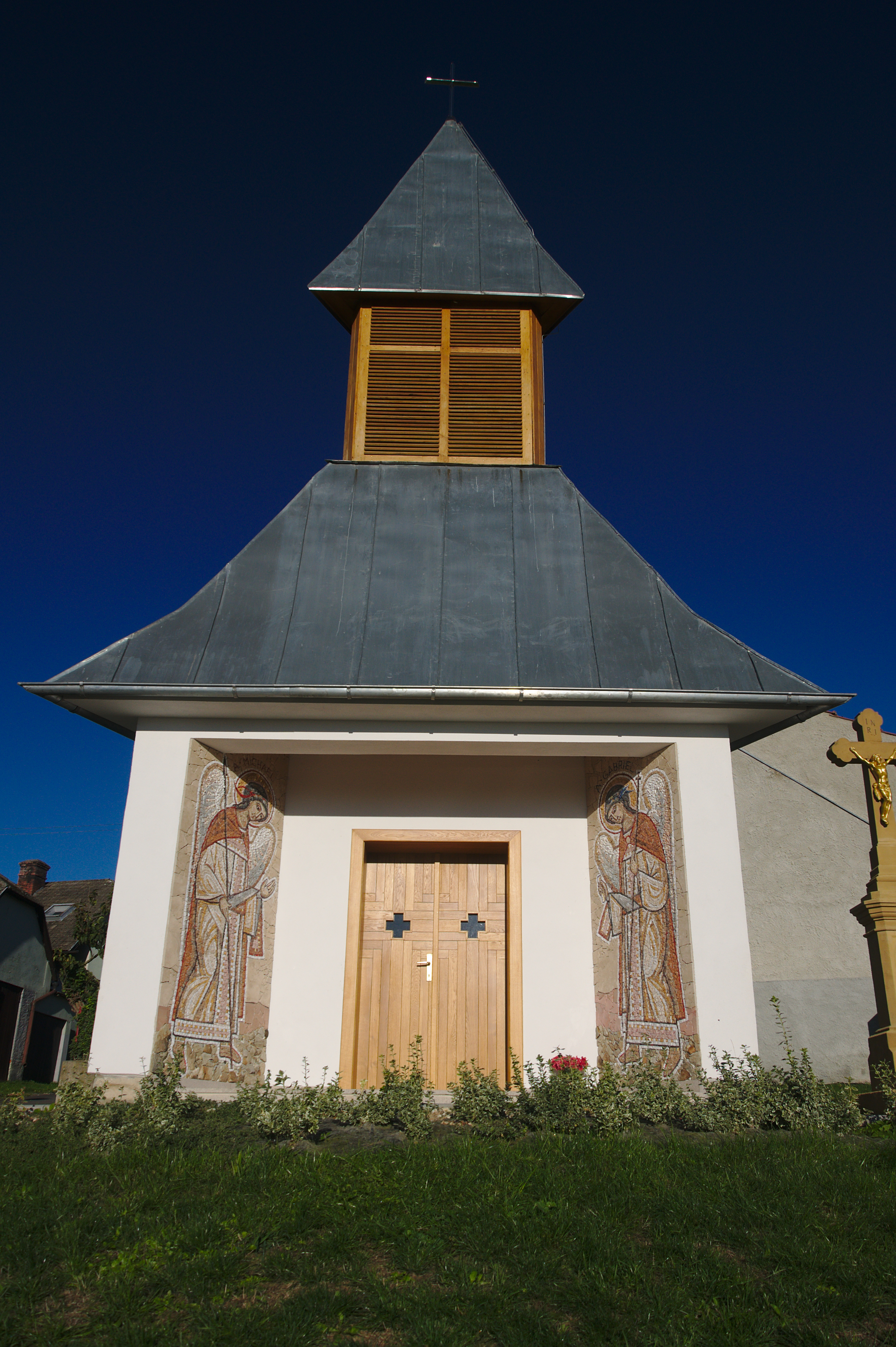
Kaple
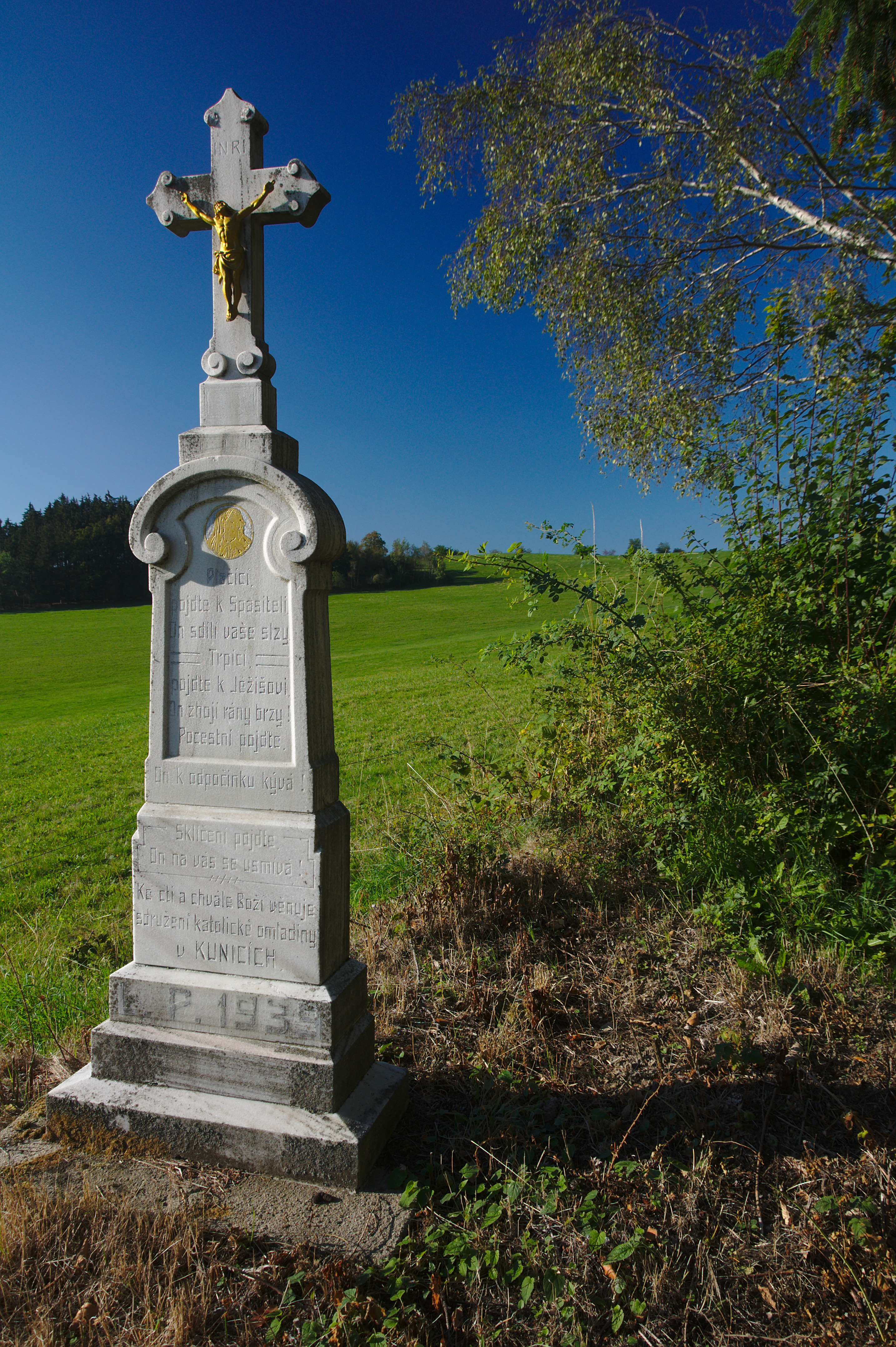
Kříž jihozápadně od obce
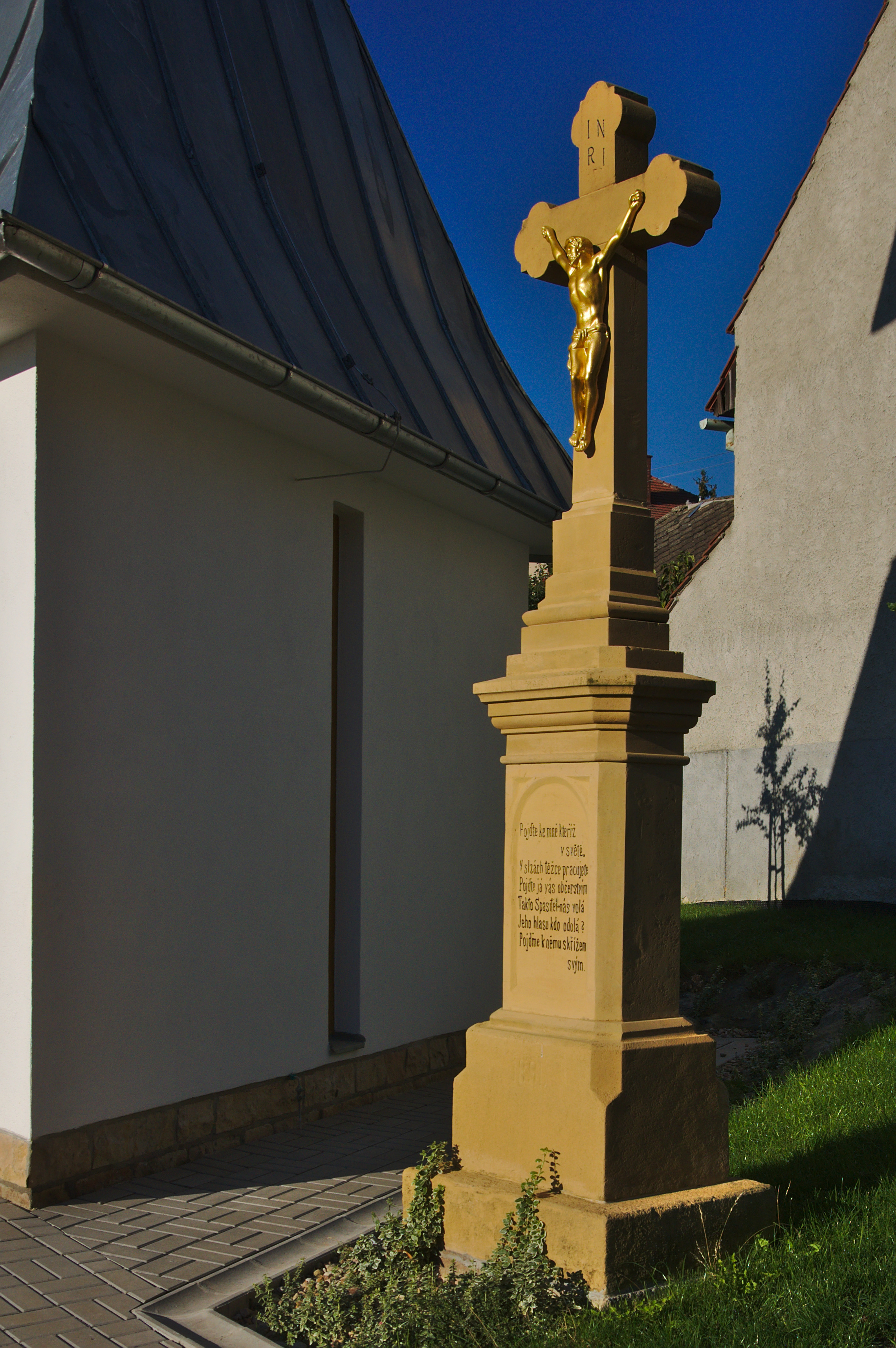
Kříž před kaplí
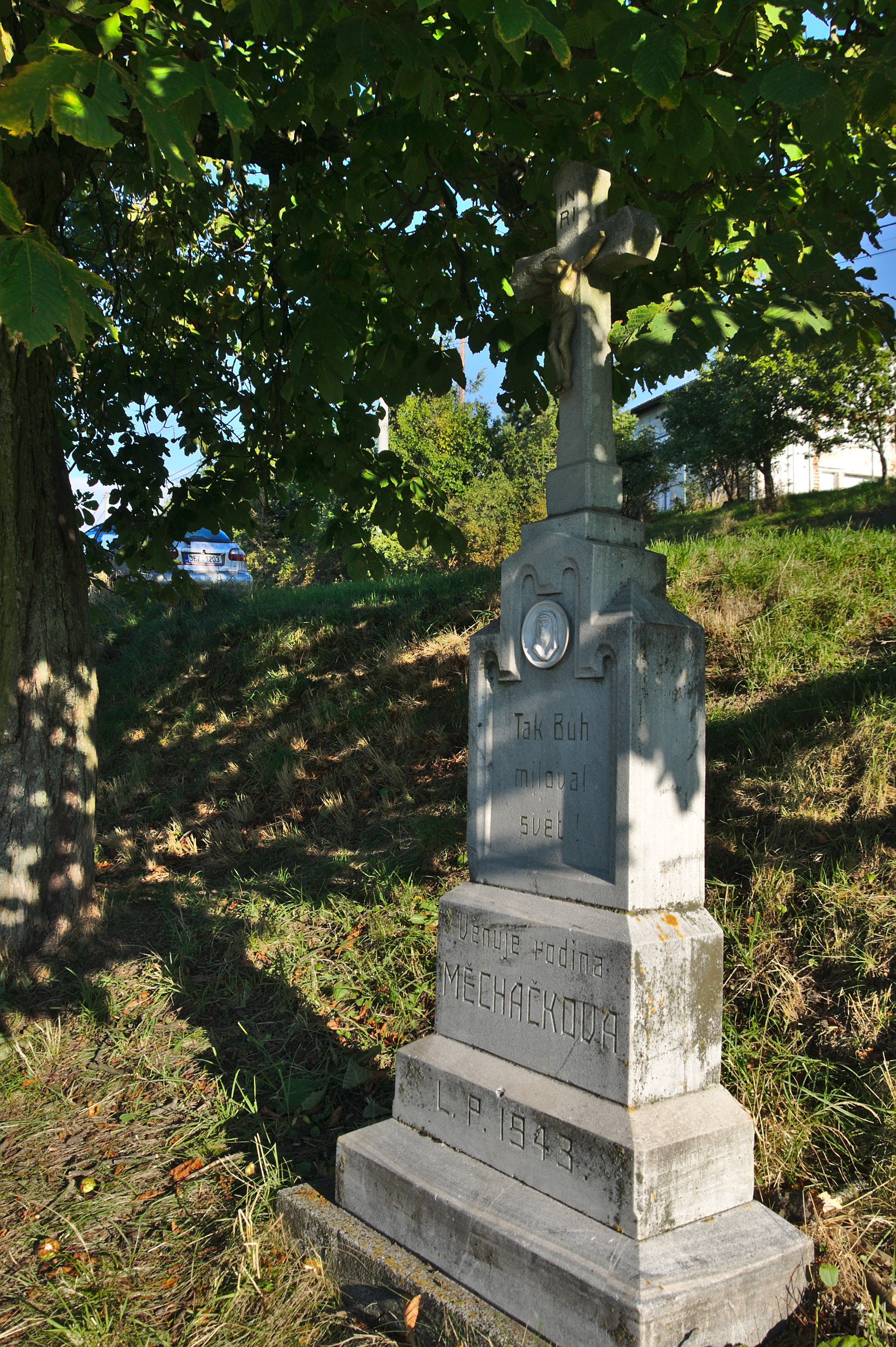
Kříž u vjezdu do vesnice
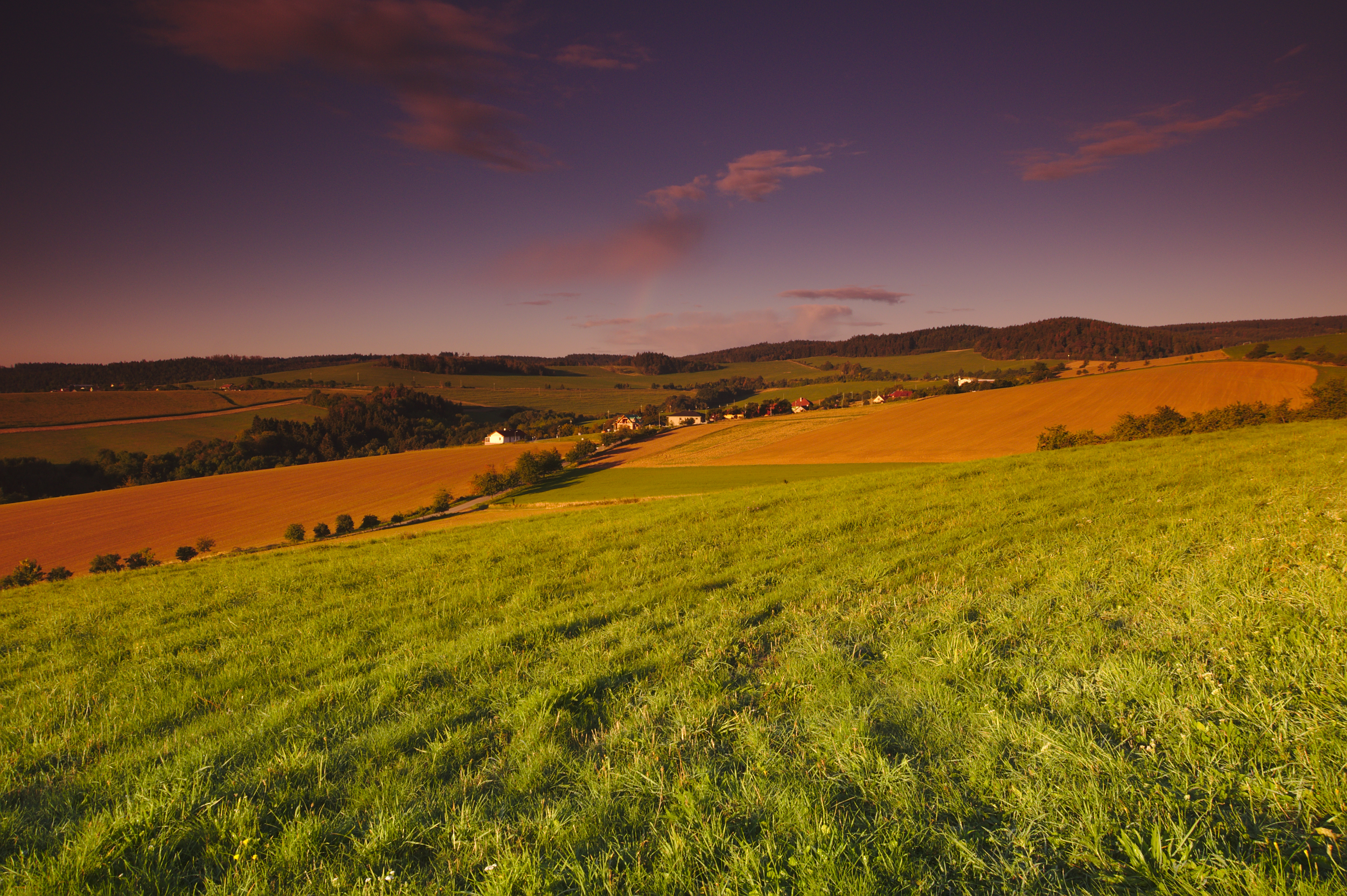
Pohled na obec od východu